# Cis boettgeri
Cis boettgeri is een keversoort uit de familie houtzwamkevers (Ciidae). De wetenschappelijke naam van de soort werd in 1880 gepubliceerd door Edmund Reitter.